# That’s Allright Mama
That’s Allright Mama ist ein Musikkurzfilm von Ray van Zeschau mit Musik von The Distorted Elvises.
Der Musikkurzfilm zum gleichnamige Song von der Schallplatte „Gun in Acapulco“ der Band The Distorted Elvises ist als Hommage an die Mütter der Welt gedacht. „Egal was sie tun oder Euch „antun“, es wird immer in Ordnung sein, da sie Eure Mütter sind.“ (Ray van Zeschau). An dem Video waren zehn Familienangehörige von van Zeschau involviert und aktiv beteiligt. Gedreht wurde in Deutschland und Bulgarien. Zum 36. Internationalen Short Filmfest Dresden feierte das Musikvideo im Sonderprogramm Panorama National: „In Darkness Be the Sound and Light“ sein Kinopremiere.